# Strafpaard

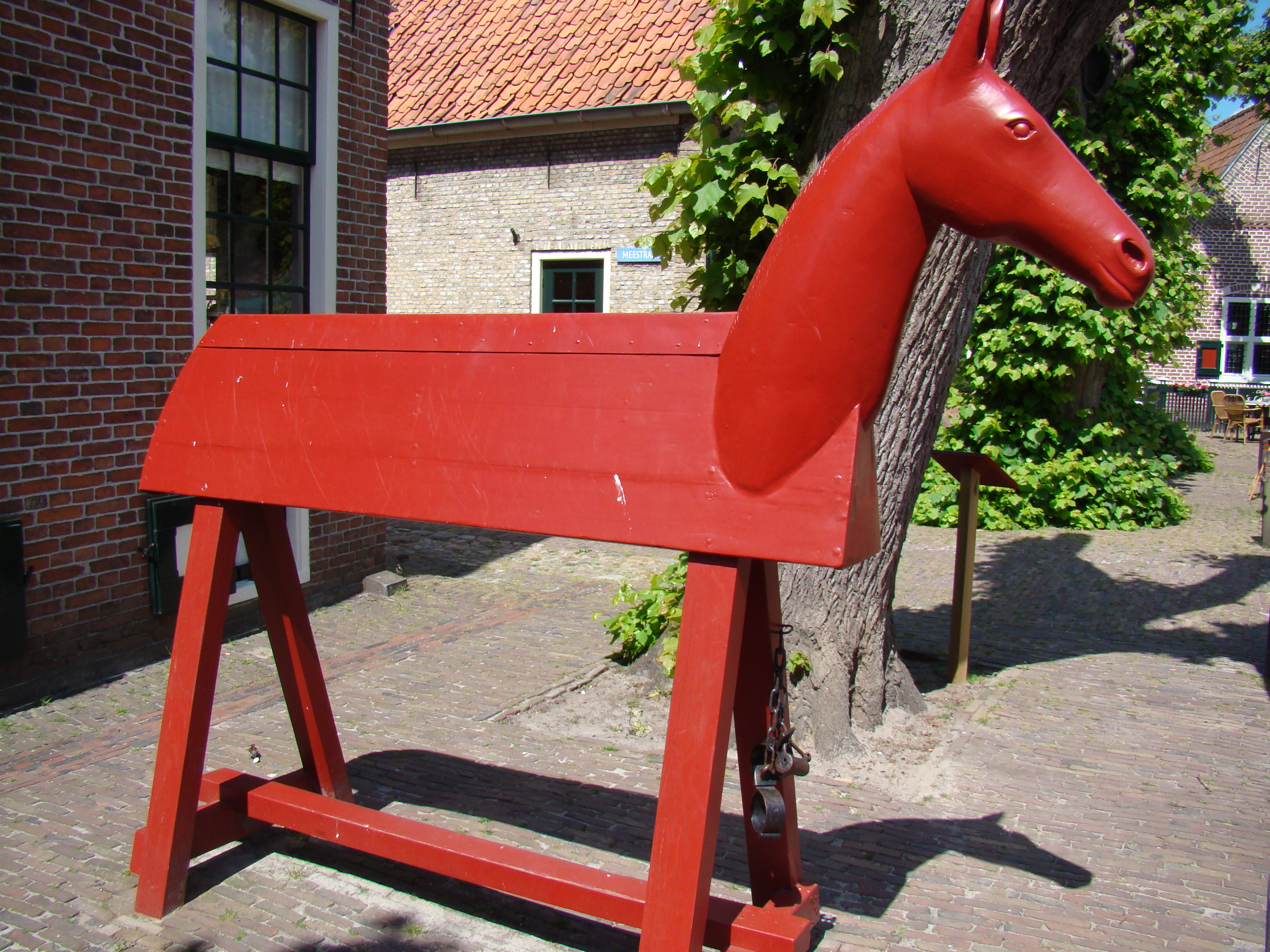
Houten (straf)paard te Bourtange

Een strafpaard is een houten strafwerktuig in de vorm van een paard voor ten uitvoer leggen van lijfstraffen. Het werd tot in de 18e eeuw in garnizoenssteden gebruikt voor het straffen van militairen die een vergrijp hadden begaan. Deze militairen werden niet door de plaatselijke rechtbank, maar door de stadscommandant berecht.
Het paard, dat in het openbaar stond opgesteld, had een scherpe rug waarop de gestrafte militair gedurende een bepaalde tijd moest plaatsnemen. Soms werden daarbij de voeten verzwaard met zakjes zand.
In het voormalige garnizoensstadje Grave staat nabij de Sint-Elisabethkerk een replica van een strafpaard. Ook in Zwolle en Bourtange bevinden zich strafpaarden.